# Badstüberstraße (Stralsund)
Die Badstüberstraße in Stralsund verbindet die Heilgeiststraße nahe der Wasserstraße mit dem Frankenwall. Die Papenstraße geht von der Badstüberstraße ab; die Langenstraße und die Frankenstraße kreuzen die Badstüberstraße. Sie gehört zum Kerngebiet des UNESCO-Welterbes mit dem Titel Historische Altstädte Stralsund und Wismar.

## Geschichte
Die Straße wurde Ende des 13. Jahrhunderts erstmals urkundlich erwähnt; im Stadtbuch von 1288 ist von der Straße „zwischen dem Langen- und dem Heilgeisttor“ die Rede. Ihr Name geht auf die Badstüber genannten Betreiber von Badstuben, öffentlichen Badeeinrichtungen, zurück.
Ursprünglich hieß nur der Abschnitt zwischen Heilgeiststraße und Langenstraße Badstüberstraße, was auf die Badstuben des Heilgeisthospitals zurückgeführt wird. Der Abschnitt zwischen der Langenstraße und der Frankenstraße hieß zunächst Gerwenhagen nach einem hier ansässigen Bürger namens Gerwin. Ab dem 15. Jahrhundert hieß dieser Abschnitt Pickhagen, da hier Pech (Pick) für die nahen Schiffswerften gelagert wurde. Der Abschnitt zwischen Frankenstraße und Frankenwall trug die Bezeichnung Frankenmauer nach dem hier stehenden Teil der Stralsunder Stadtbefestigungen. Im Jahr 1869 wurden die Abschnitte zwischen der Fährstraße und dem Frankenwall zur Mauerstraße zusammengelegt, im Jahr 1920 wurde dieser Teil der Mauerstraße in Badstüberstraße umbenannt.
Die heutigen Hausnummern wurden im 19. Jahrhundert vergeben. Der Bombenangriff auf Stralsund am 6. Oktober 1944 zerstörte einige der 25 Gebäude der Badstüberstraße.

## Baudenkmale
In der Straße stehen vier Gebäude unter Denkmalschutz, siehe dazu auch die Liste der Baudenkmale in Stralsund. Es handelt sich um die Gebäude mit den Hausnummern 13, 15, 16, und 22. In einigen Häusern sind Reste der abgerissenen Stadtmauer erhalten.